# 461 av. J.-C.
Cette page concerne l'année 461 av. J.-C. du calendrier julien proleptique.

## Événements
- Printemps : ostracisme de Cimon d'Athènes à l'instigation du parti démocratique, à la suite de l'affaire d'Ithômé. C'est la  rupture, entre Athènes et Sparte, de l'alliance de 481 av. J.-C.. Athènes s'allie avec Argos, traditionnelle ennemie de Sparte[1].
- 26 octobre : début à Rome du consulat de Publius Volumnius Amintinus Gallus et Servius Sulpicius Camerinus Cornutus[2].
  - Proposition du tribun de la plèbe Terentilius Harsa pour la rédaction et la publication d’un code commun aux plébéiens et aux patriciens[2]. Après une opposition acharnée, le patriciat doit céder. Dix magistrats (les décemvirs) seront nommés avec pleins pouvoirs pour rédiger le code nouveau (loi des Douze Tables, 451 av. J.-C.)[3].
- Hiver : alliance d'Athènes et de Mégare qui abandonne la ligue du Péloponnèse après une querelle avec Corinthe ; les Athéniens érigent des Longs Murs entre l'astu de Mégare et son port oriental de Nisaia. Cette dernière alliance provoque l’hostilité des Corinthiens contre les Athéniens[1].

- Assassinat d'Éphialtès à Athènes qui avait affaibli l'Aréopage, fief du conservatisme, par des réformes démocratiques. Périclès, (495-429), parent de Clisthène, s'installe au pouvoir à Athènes[4]. Il est désigné chef du parti démocratique avant d'être élu, puis réélu stratège pendant 15 ans.

- La tyrannie des fils d'Anaxilas est renversée à Rhegion[5]. Retour vers un régime oligarchique.
- Après la chute des tyrannies, les mercenaires révoltés des cités de Sicile sont autorisés à s’établir à Messène, encore aux mains des tyrans[6].

- L’hégémon des Sicèles (Sicules), Doukétios, après avoir fait l’unité de son peuple, s’attaque aux nouveaux habitants de Catane-Aetna, qui, envoyés quelques années plus tôt par Hiéron, avaient confisqué des territoires Sicèles. Doukétios, uni aux Syracusains, est victorieux, et les colons d’Hiéron vont s’installer à Inessa, qu’ils rebaptisent Aetna. Les anciens habitants de Catane se réinstallent et les Sicèles reprennent leurs terres[7].

- En Chine, le royaume de Qin fortifie les digues du fleuve Jaune en face des limites du royaume de Wei[8].

## Décès en -461
- Éphialtès, né en 495 av. J.-C., assassiné à Athènes.